# Google Utcakép

A Google Utcakép a világban:
Teljes/csaknem teljes lefedettség
Részleges lefedettség
Hivatalosan tervezett lefedettség
Nem hivatalosan tervezett lefedettség
Csak látnivalók
Csak üzletek, irodák, közösségi terek
Nem elérhető az Utcakép

A Google Utcakép (eredeti angol nevén Google Street View) a Google vállalat egyik internetes szolgáltatása, amely lehetővé teszi, hogy a Google Térképet, illetve a Google Földet böngészve a felhasználó utcaszinten, majdnem fejmagasságban készült, úgynevezett panorámaképeket tekintsen meg a Google által bejárt településekről és az általuk bejárt közutak közelében fekvő tájakról. A szolgáltatás 2007. május 25-én indult az Egyesült Államokban, Magyarország 2013. április 23-án lett elérhető.

## Használata
A Google Térkép oldalon Térkép nézetben a nagyítást lehetővé tevő bal oldali csúszka fölött található sárga emberkét húzzuk át egérrel a térkép tetszőleges pontjára. Amint rákattintunk a sárga emberkére, a térképen kék vonalak, pontok jelennek meg, amelyek azt mutatják, hogy a világ mely részén készült már el az utcakép nézet.
A gömbpanoráma-jellegű utcaképek egérrel forgathatók és nagyíthatók.

## Története

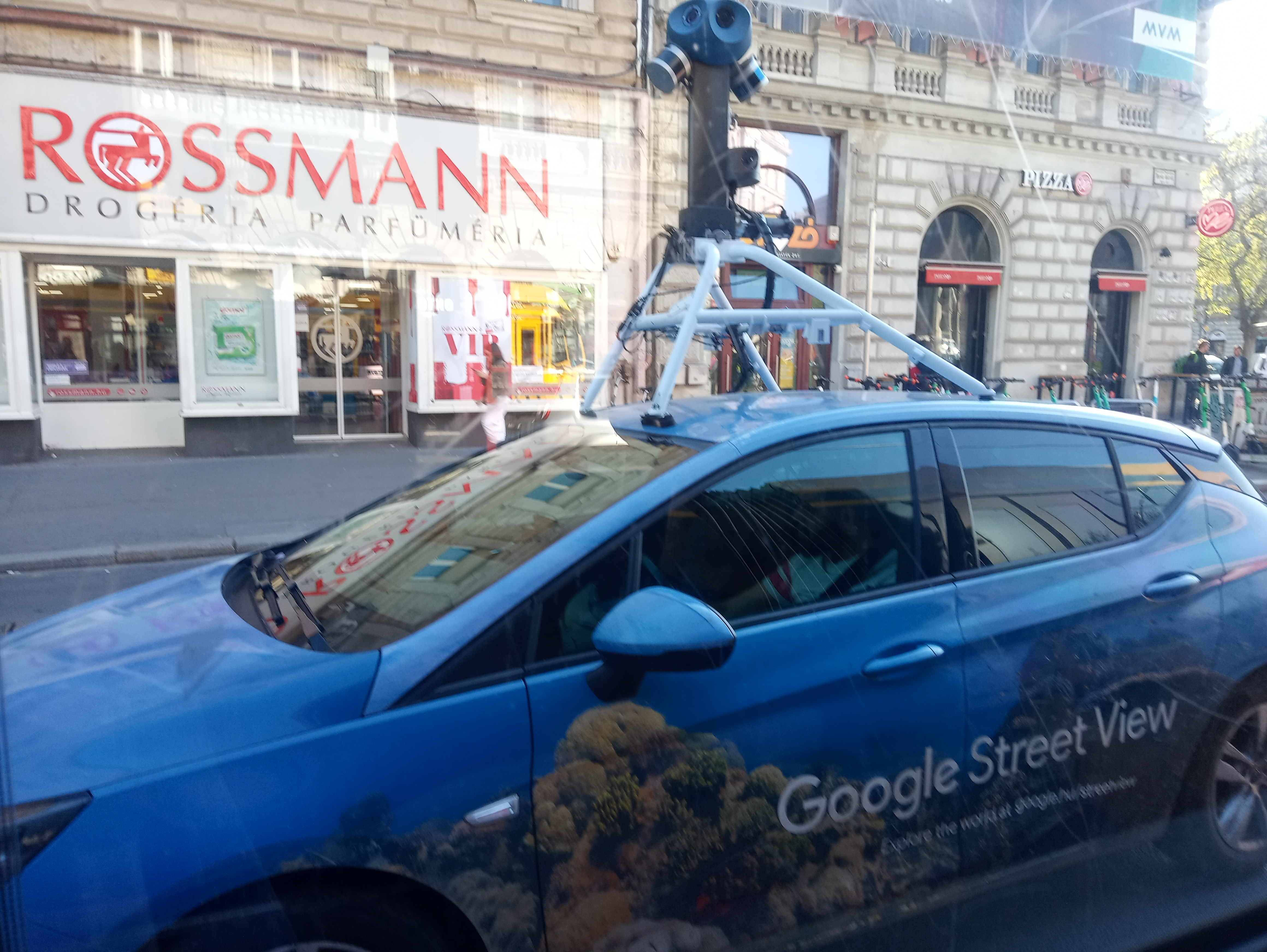
Google Street View autó Budapesten

2007. május 29-étől elérhető a Street View, magyarul „Utcakép” nézet. Az Immersive Mediától vásárolt körpanorámafotókat felhasználva az utca szintjén kijelölt pontok között lehet mozogni, nagyítani, forgatni a képet. A képeken a személyiségi jogok védelme miatt az arcokat és a rendszámokat nem teljes részletességgel mutatják.
Ezt a szolgáltatást rendszeresen támadják a magánszféra védelmét népszerűsítő szervezetek; az utcaképet speciális kamerával felszerelt személyautókkal készítik, és gyakran előfordul, hogy ezek a járművek olyan helyekre is behajtanak (feltételezhetően nem szándékosan), amik magánterületnek, magánútnak számítanak. A nagy felbontású képek gyakran olyan részleteket is tartalmaznak, melyeken a látható személyek nincsenek tudatában annak, hogy őket az interneten publikálják (például lenge öltözetben napozók, épp pornóbárból kilépő személyek, gyermekeiket épp verő szülők stb.), vagy olyan helyeket is lefényképeznek, amit a tulajdonosa nem kíván publikálva látni (például az építési engedély szerinti kerti tárolót, ami 3 emeletes és úszómedencéje van). Elterjedt szórakozás lett a hírességek és a szokatlan jelenetek figyelése, amelyeket azóta publikáltak is. A problémás képeket a Google gyorsan eltávolítja, de egyes honlapok, mint a Street View Gallery vagy a Google Sightseeing sokat megőriz e felvételek közül. Egy brit faluban el is kergették a Google felvevőkocsiját arra hivatkozva, hogy a képekkel a bűnözők munkáját könnyítették volna meg.
A Google nem csak autós kamerákat használ: motorkerékpárokkal, hómobilokkal, kerékpárokkal és különleges beltéri eszközökkel is készültek képek, így olyan nehezen elérhető tájak is bejárhatók virtuálisan, mint az Antarktisz, az Északi-sark, az óceánok mélye, az Eiffel-torony vagy éppen az Amazonas esőerdői, sőt egy "Easter egg" jóvoltából a Ki vagy, doki? sorozatból ismert TARDIS űrhajó is.
A Grand Canyonba gyalog vitték le a „trekker” nevű különleges kamerát, ez a hátizsákos változat bárki számára rendelkezésre áll, ha elég érdekes helyre utazik.

### Budapesten
A Google 2009. május 4-én kezdte el Budapestet fotózni. A több hétig tartó folyamat eredménye pár hónappal később vált volna elérhetővé a nyilvánosság számára, a Google azonban Jóri András adatvédelmi biztossal való egyeztetés után május végén, ill. június elején bizonytalan időre önként felfüggesztette a fényképezést. A problémát a képeken látható személyes adatok, mint a járókelők képmása vagy a rendszámok jogosulatlan kezelése okozza: a Google azonban bejelentette, hogy nem csupán elhomályosítja ezeket a nyilvánosságra hozott képeken, hanem törli is azokat az eredeti felvételeket, amelyeken ilyenek szerepelnek, és – amennyire lehetséges – előre értesíti a lakosságot a fotózás elkövetkező helyszíneiről. A Google hivatalos válasza így hangzott:
Mielőtt elindítanánk a Street View-t, minden országban jó előre felvesszük a kapcsolatot az adatvédelmi hivatallal, és megadjuk a lehetőséget arra, hogy kérdéseket tegyen fel. A magyar adatvédelmi hivatallal először 2008 augusztusában beszéltünk, hogy megbizonyosodjunk róla, nincs probléma projekttel. Ennek folytatásaként nemrég egy találkozón is részt vettünk. Mivel az adatvédelmi hivatal újabb kérdéseket vetett fel és további információt kért, boldogan folytatjuk a párbeszédet és válaszolunk a felmerült kérdésekre. Úgy döntöttünk, hogy erre az időre ideiglenesen felfüggesztjük az utcák fényképezését.
Michael T. Jones, a Google technológiai nagykövete 2011 júniusában úgy nyilatkozott, hogy a magyar irodájuk szerint jól állnak a dolgok, az egyeztetések rendben haladnak, de egyértelmű szabályozás hiányában igyekeznek az észszerűségre hagyatkozni, s ha értesülnek a szabályokról, azokat fogják követni. A magyarországi Street View ügyében „hamarosan” várható fejleményeket ígért. Az engedélyt végül 2011. július 5-én kapta meg a Google Jóri András adatvédelmi biztostól, szigorú feltételek mellett. Az utcák bejárása 2011. október 19-én indult, elsősorban utcák, üzletek és közlekedési táblák információinak begyűjtésére: azt még nem tudni, hogy a Street View bővítésére is felhasználja-e ezeket a Google.
A Google Street View végül 2013. április 23-án lett elérhető egész Magyarországon, és a nagyvárosokat, valamint a főbb utakat fedi le. Egy Google által alkalmazott munkás jelenleg is járja Magyarország turistalátványosságait.

## A nagyvilágban
Megjegyzés: a lista nem tartalmazza azokat az országokat, területeket, melyekben csak a Múzeumi Nézet érhető el

| Ország, terület                        | Év   | Megjegyzés                                                  |
| -------------------------------------- | ---- | ----------------------------------------------------------- |
| Åland                                  | 2010 | Az első félautonóm terület, ahol elérhető az Utcakép        |
| Albánia                                | 2016 |                                                             |
| Amerikai Egyesült Államok              | 2007 | Az első ország, ahol elérhető az Utcakép                    |
| Amerikai Szamoa                        | 2015 |                                                             |
| Amerikai Virgin-szigetek               | 2016 |                                                             |
| Andorra                                | 2012 |                                                             |
| Antarktika                             | 2010 | A legdélibb hely, ahol elérhető az Utcakép                  |
| Argentína                              | 2014 |                                                             |
| Ausztrália                             | 2008 | Az első óceániai ország, ahol elérhető az Utcakép           |
| Ausztria                               | 2018 | 2010–17 között letiltva.                                    |
| Azori-szigetek                         | 2013 |                                                             |
| Banglades                              | 2015 |                                                             |
| Belgium                                | 2011 |                                                             |
| Bermuda                                | 2015 |                                                             |
| Bhután                                 | 2014 |                                                             |
| Bolívia                                | 2015 |                                                             |
| Botswana                               | 2012 |                                                             |
| Brazília                               | 2010 | Az első dél-amerikai ország, ahol elérhető az Utcakép       |
| Brit Indiai-óceáni Terület             | 2013 |                                                             |
| Bulgária                               | 2013 |                                                             |
| Ciprus                                 | 2019 | A legújabb ország, ahol elérhető az Utcakép                 |
| Curaçao                                | 2018 |                                                             |
| Chile                                  | 2012 |                                                             |
| Csehország                             | 2009 |                                                             |
| Dánia                                  | 2010 |                                                             |
| Dél-afrikai Köztársaság                | 2010 | Az első afrikai ország, ahol elérhető az Utcakép            |
| Dél-Korea                              | 2012 |                                                             |
| Déli-Georgia és Déli-Sandwich-szigetek | 2014 |                                                             |
| Ecuador                                | 2015 |                                                             |
| Egyesült Arab Emírségek                | 2014 |                                                             |
| Egyesült Királyság                     | 2009 |                                                             |
| Észak-Ciprus                           | 2019 | A legújabb terület, ahol elérhető az Utcakép                |
| Északi-Mariana-szigetek                | 2014 |                                                             |
| Észtország                             | 2012 |                                                             |
| Falkland-szigetek                      | 2014 |                                                             |
| Feröer                                 | 2017 |                                                             |
| Finnország                             | 2010 |                                                             |
| Franciaország                          | 2008 | Az első két európai ország egyike, ahol elérhető az Utcakép |
| Fülöp-szigetek                         | 2015 |                                                             |
| Galápagos-szigetek                     | 2013 |                                                             |
| Ghána                                  | 2017 |                                                             |
| Gibraltár                              | 2012 |                                                             |
| Görögország                            | 2014 |                                                             |
| Grönland                               | 2015 |                                                             |
| Guam                                   | 2014 |                                                             |
| Guatemala                              | 2017 |                                                             |
| Hollandia                              | 2009 |                                                             |
| Hongkong                               | 2010 |                                                             |
| Horvátország                           | 2012 | Az első volt jugoszláv ország, ahol elérhető az Utcakép     |
| Indonézia                              | 2014 |                                                             |
| Írország                               | 2010 |                                                             |
| Izland                                 | 2013 |                                                             |
| Izrael                                 | 2012 | Az első közel-keleti ország, ahol elérhető az Utcakép       |
| Japán                                  | 2008 | Az első ázsiai ország, ahol elérhető az Utcakép             |
| Jersey Bailiffség                      | 2011 |                                                             |
| Jordánia                               | 2018 |                                                             |
| Kambodzsa                              | 2014 |                                                             |
| Kanada                                 | 2009 |                                                             |
| Kanári-szigetek                        | 2011 |                                                             |
| Karácsony-sziget                       | 2018 |                                                             |
| Kínai Köztársaság                      | 2009 | Az első nem ENSZ-tagország, ahol elérhető az Utcakép        |
| Kirgizisztán                           | 2016 |                                                             |
| Kolumbia                               | 2013 |                                                             |
| Laosz                                  | 2015 |                                                             |
| Lengyelország                          | 2012 |                                                             |
| Lettország                             | 2012 |                                                             |
| Lesotho                                | 2013 |                                                             |
| Litvánia                               | 2013 |                                                             |
| Luxemburg                              | 2014 |                                                             |
| Észak-Macedónia                        | 2015 |                                                             |
| Madagaszkár                            | 2015 |                                                             |
| Madeira                                | 2013 |                                                             |
| Magyarország                           | 2013 |                                                             |
| Makaó                                  | 2010 |                                                             |
| Malajzia                               | 2014 |                                                             |
| Málta                                  | 2017 |                                                             |
| Man-sziget                             | 2011 |                                                             |
| Mexikó                                 | 2009 | Az első latin-amerikai ország, ahol elérhető az Utcakép     |
| Midway-atoll                           | 2012 | Csak a Sand-szigeten érhető el                              |
| Monaco                                 | 2011 | A legkisebb ország, ahol elérhető az Utcakép                |
| Mongólia                               | 2015 |                                                             |
| Montenegró                             | 2016 |                                                             |
| Németország                            | 2010 |                                                             |
| Nigéria                                | 2017 |                                                             |
| Norvégia                               | 2010 |                                                             |
| Olaszország                            | 2008 | Az első két európai ország egyike, ahol elérhető az Utcakép |
| Oroszország                            | 2011 | Az első volt szovjet ország, ahol elérhető az Utcakép       |
| Palesztina                             | 2012 |                                                             |
| Peru                                   | 2013 |                                                             |
| Pitcairn-szigetek                      | 2013 |                                                             |
| Portugália                             | 2009 |                                                             |
| Puerto Rico                            | 2016 |                                                             |
| Réunion                                | 2016 |                                                             |
| Románia                                | 2010 |                                                             |
| Saint-Pierre és Miquelon               | 2017 |                                                             |
| San Marino                             | 2012 |                                                             |
| Spanyolország                          | 2008 |                                                             |
| Srí Lanka                              | 2016 |                                                             |
| Svájc                                  | 2009 |                                                             |
| Svalbard és Jan Mayen                  | 2012 | Csak Svalbardon érhető el                                   |
| Svédország                             | 2010 |                                                             |
| Szenegál                               | 2017 |                                                             |
| Szerbia                                | 2014 |                                                             |
| Szingapúr                              | 2009 | Az első délkelet-ázsiai ország, ahol elérhető az Utcakép    |
| Szlovákia                              | 2012 |                                                             |
| Szlovénia                              | 2014 |                                                             |
| Szváziföld                             | 2013 |                                                             |
| Thaiföld                               | 2012 |                                                             |
| Törökország                            | 2015 |                                                             |
| Tunézia                                | 2017 |                                                             |
| Uganda                                 | 2015 |                                                             |
| Új-Zéland                              | 2008 |                                                             |
| Ukrajna                                | 2012 |                                                             |
| Uruguay                                | 2015 |                                                             |

## Az Utcakép a jövőben
| Kontinens             | Országok, területek, melyek szerepelnek a Google hivatalos listáján, vagy hivatalosan bejelentették őket | Országok, területek, amelyek tervezik az Utcakép bevezetését, de nem szerepelnek a hivatalos listán |
| --------------------- | --- | --------------------------------------------------------------------------------------------------- |
| Afrika                | Kenya | Mali · Marokkó                                                                                      |
| Ausztrália és Óceánia | | |
| Ázsia                 | India | Katar · Vietnám                                                                                     |
| Európa                | | Alderney · Guernsey Bailiffség                                                                      |
| Amerika               | Dominikai Köztársaság                                                                                    | Amerikai Virgin-szigetek · Costa Rica                                                               |

## Egyéb, Utcaképhez hasonló szolgáltatások
A Google Utcakép nemcsak hagyományosan utcákról készít felvételeket, hanem múzeumok, egyéb középületek, cégek, éttermek, szórakozóhelyek stb. belsejéről, valamint nehezen bejárható helyekről is.
A szolgáltatás az alábbi helyeken érhető el:

| - Afganisztán - Albánia - Algéria - Amerikai Egyesült Államok - Amerikai Szamoa - Amerikai Virgin-szigetek - Andorra - Angola - Anguilla - Antarktika - Argentína - Aruba - Ausztrália - Ausztria - Azerbajdzsán - Bahama-szigetek - Bahrein - Belgium - Benin - Bermuda - Bonaire - Bosznia-Hercegovina - Brazília - Brit Indiai-óceáni Terület - Brit Virgin-szigetek - Burkina Faso - Burundi - Ciprus - Cook-szigetek - Costa Rica - Curaçao - Csehország - Dánia - Dél-Korea - Dominikai Köztársaság - Egyesült Arab Emírségek - Egyesült Királyság - Egyiptom - Elefántcsontpart - Északi-Mariana-szigetek | - Etiópia - Fehéroroszország - Fidzsi-szigetek - Finnország - Franciaország - Francia Polinézia - Fülöp-szigetek - Galápagos-szigetek - Ghána - Görögország - Grenada - Grönland - Grúzia - Guadeloupe - Guam - Guatemala - Hegyi-Karabah Köztársaság - Hollandia - Honduras - Hongkong - Horvátország - India - Irak - Irán - Írország - Izrael - Izland - Jamaica - Japán - Jersey Bailiffség - Jordánia - Kambodzsa - Kamerun - Kanada - Kanári-szigetek - Katar - Kazahsztán - Kelet-Timor - Kenya - Kína | - Kínai Köztársaság - Kirgizisztán - Kolumbia - Koszovó - Kuvait - Laosz - Lengyelország - Libanon - Liechtenstein - Luxemburg - Észak-Macedónia - Madagaszkár - Magyarország - Malajzia - Maldív-szigetek - Málta - Man-sziget - Marokkó - Marshall-szigetek - Martinique - Mexikó - Mianmar - Moldova - Monaco - Mongólia - Montenegró - Montserrat - Mozambik - Namíbia - Németország - Nepál - Nicaragua - Nigéria - Norvégia - Olaszország - Omán - Oroszország - Örményország - Pakisztán - Panama | - Pápua Új-Guinea - Paraguay - Peru - Pitcairn-szigetek - Puerto Rico - Réunion - Saba - Saint Vincent és a Grenadine-szigetek - Salamon-szigetek - Salvador - São Tomé és Príncipe - Sint Eustatius - Spanyolország - Srí Lanka - Svájc - Svédország - Szaúd-Arábia - Szenegál - Szingapúr - Szlovákia - Szlovénia - Szomália - Tádzsikisztán - Tanzánia - Törökország - Trinidad és Tobago - Tunézia - Turks- és Caicos-szigetek - Új-Kaledónia - Új-Zéland - Uruguay - Üzbegisztán - Vanuatu - Venezuela - Vietnám - Zimbabwe - Zöld-foki Köztársaság |